# Magyarország a 2020. évi nyári paralimpiai játékokon
Magyarország a Tokióban megrendezett 2020. évi nyári paralimpiai játékok egyik részt vevő nemzete. A tokiói magyar csapat zászlóvivője Dani Gyöngyi kerekesszékes vívó volt.

## Érmesek
| Érem  | Versenyző                                   | Sportág             | Versenyszám                                | Dátum         |
| ----- | ------------------------------------------- | ------------------- | ------------------------------------------ | ------------- |
| Arany | Pálos Péter                                 | Asztalitenisz       | Férfi egyéni (S-11-es kategória)           | augusztus 29. |
| Arany | Ekler Luca                                  | Atlétika            | Női távolugrás (T-38-es kategória)         | augusztus 31. |
| Arany | Kiss Péter Pál                              | Kajak-kenu          | Kenu 200 m (KL-1-es kategória)             | szeptember 3. |
| Arany | Veres Amarilla                              | Kerekesszékes vívás | Női párbajtőr (A kategória)                | augusztus 26. |
| Arany | Illés Fanni                                 | Úszás               | Női 100 m mellúszás (SB-4-es kategória)    | augusztus 29. |
| Arany | Konkoly Zsófia                              | Úszás               | Női 100 m pillangóúszás (S-9-es kategória) | szeptember 2. |
| Arany | Pap Bianka                                  | Úszás               | Női 100 m hátúszás (S-10-es kategória)     | szeptember 2. |
| Ezüst | Osváth Richárd                              | Kerekesszékes vívás | Férfi egyéni tőr (A kategória)             | augusztus 28. |
| Ezüst | Konkoly Zsófia                              | Úszás               | Női 400 m gyorsúszás (S-9-es kategória)    | augusztus 25. |
| Ezüst | Konkoly Zsófia                              | Úszás               | Női 200 m vegyesúszás (SM-9-es kategória)  | szeptember 1. |
| Ezüst | Pap Bianka                                  | Úszás               | Női 400 m gyorsúszás (S-10-es kategória)   | szeptember 1. |
| Ezüst | Pap Bianka                                  | Úszás               | Női 200 m vegyesúszás (SM-10-es kategória) | szeptember 3. |
| Bronz | Szvitacs Alexa                              | Asztalitenisz       | Női egyéni (S-9-es kategória)              | augusztus 28. |
| Bronz | Varga Katalin                               | Kajak-kenu          | Kenu 200 m (KL-2-es kategória)             | szeptember 4. |
| Bronz | Krajnyák Zsuzsanna Hajmási Éva Dani Gyöngyi | Kerekesszékes vívás | Női tőr csapat                             | augusztus 29. |
| Bronz | Dávid Krisztina                             | Sportlövészet       | Légpisztoly 10 m (P-2-es kategória)        | augusztus 31. |

## További magyar pontszerzők

### 4. helyezettek
| Név         | Sportág             | Versenyszám                               | Dátum         |
| ----------- | ------------------- | ----------------------------------------- | ------------- |
| Ekler Luca  | Atlétika            | Női 100 m-es síkfutás (T-38-as kategória) | augusztus 28. |
| Hajmási Éva | Kerekesszékes vívás | Női kard egyéni (A kategória)             | augusztus 25. |
| Hajmási Éva | Kerekesszékes vívás | Női tőr egyéni (A kategória)              | augusztus 28. |
| Pap Bianka  | Úszás               | Női 100 m gyorsúszás (S-9-es kategória)   | augusztus 28. |

### 5. helyezettek
| Név                                              | Sportág             | Versenyszám                                | Dátum         |
| ------------------------------------------------ | ------------------- | ------------------------------------------ | ------------- |
| Major Endre                                      | Asztalitenisz       | Férfi egyéni (S-1-es kategória)            | augusztus 27. |
| Arlóy Zsófia                                     | Asztalitenisz       | Női egyéni (S-8-as kategória)              | augusztus 27. |
| Szvitacs Alexa Arlóy Zsófia                      | Asztalitenisz       | Női páros (9-10es kategória)               | szeptember 1. |
| Szőllősi István                                  | Atlétika            | Férfi súlylökés (F-20-as kategória)        | augusztus 31. |
| Biacsi Ilona                                     | Atlétika            | Női 1500 m-es síkfutás (T-20-as kategória) | szeptember 3. |
| Ekler Luca                                       | Atlétika            | Női 400 m-es síkfutás (T-38-as kategória)  | szeptember 4. |
| Krajnyák Zsuzsa                                  | Kerekesszékes vívás | Női tőr egyéni (A kategória)               | augusztus 28. |
| Madarászné Dr. Mező Boglárka                     | Kerekesszékes vívás | Női tőr egyéni (B kategória)               | augusztus 28. |
| Illés Fanni Pap Bianka Konkoly Zsófia Payer Kata | Úszás               | 34 pontos női 4 × 100 m gyorsváltó         | augusztus 29. |

### 6. helyezettek
| Név                          | Sportág             | Versenyszám                            | Dátum         |
| ---------------------------- | ------------------- | -------------------------------------- | ------------- |
| Sedric Roussel               | Erőemelés           | 88 kg                                  | augusztus 29. |
| Juhász Tamás                 | Kajak-kenu          | Kenu 200 m (KL-1-es kategória)         | szeptember 3. |
| Madarászné Dr. Mező Boglárka | Kerekesszékes vívás | Női kard egyéni (B kategória)          | augusztus 25. |
| Száraz Evelin                | Úszás               | Női 100 m mellúszás (S-6-es kategória) | augusztus 28. |
| Konkoly Zsófia               | Úszás               | Női 100 m hátúszás (S-9-es kategória)  | augusztus 30. |

| Sport               |   |   |   | Összesen |
| Asztalitenisz       | 1 | 0 | 1 | 2        |
| Atlétika            | 1 | 0 | 0 | 1        |
| Erőemelés           | 0 | 0 | 0 | 0        |
| Íjászat             | 0 | 0 | 0 | 0        |
| Kajak-kenu          | 1 | 0 | 1 | 1        |
| Kerekesszékes vívás | 1 | 1 | 1 | 3        |
| Kerékpár            | 0 | 0 | 0 | 0        |
| Sportlövészet       | 0 | 0 | 1 | 1        |
| Triatlon            | 0 | 0 | 0 | 0        |
| Úszás               | 3 | 4 | 0 | 6        |
| Összesen            | 7 | 5 | 4 | 16       |

| Naponként | Naponként     | Naponként | Naponként | Naponként | Naponként |
| --------- | ------------- | --------- | --------- | --------- | --------- |
| Nap       | Dátum         |           |           |           | Összesen  |
| 1. nap    | augusztus 24. | —         | —         | —         | —         |
| 2. nap    | augusztus 25. | 0         | 1         | 0         | 1         |
| 3. nap    | augusztus 26. | 1         | 0         | 0         | 1         |
| 4. nap    | augusztus 27. | 0         | 0         | 0         | 0         |
| 9. nap    | augusztus 28. | 0         | 1         | 1         | 2         |
| 6. nap    | augusztus 29. | 2         | 0         | 1         | 3         |
| 7. nap    | augusztus 30. | 0         | 0         | 0         | 0         |
| 8. nap    | augusztus 31. | 1         | 0         | 1         | 2         |
| 13. nap   | szeptember 1. | 0         | 2         | 0         | 2         |
| 10. nap   | szeptember 2. | 2         | 0         | 0         | 2         |
| 11. nap   | szeptember 3. | 1         | 1         | 0         | 2         |
| 12. nap   | szeptember 4. | 0         | 0         | 1         | 1         |
| 13. nap   | szeptember 5. | 0         | 0         | 0         | 0         |
| Összesen  |               | 7         | 5         | 4         | 16        |

## Asztalitenisz

### Férfi
| Versenyző                  | Versenyszám                | Csoportkör                          | Csoportkör                              | Negyeddöntő                | Elődöntő                  | Döntő                        | Helyezés                 |
| Versenyző                  | Versenyszám                | Ellenfél Eredmény                   | Ellenfél Eredmény                       | Ellenfél Eredmény          | Ellenfél Eredmény         | Ellenfél Eredmény            | Helyezés                 |
| -------------------------- | -------------------------- | ----------------------------------- | --------------------------------------- | -------------------------- | ------------------------- | ---------------------------- | ------------------------ |
| Csonka András              | Egyéni (S-8-as kategória)  | Steven Roman Chinchilla (CRC) · 3–0 | Maxym Nikolenko (UKR) · 2–3             | Thomas Bouvais (FRA) · 1–3 | kiesett                   | kiesett                      | kiesett                  |
| Major Endre                | Egyéni (S-1-es kategória)  | Andrea Borgato (ITA) · 3–1          | Michael Godfrey (USA) · 0–3             | Nam Ki-won (KOR) · 0–3     | kiesett                   | kiesett                      | kiesett                  |
| Pálos Péter                | Egyéni (S-11-es kategória) | Chang Gi Kim (KOR) · 3–1            | Koya Kato (JPN) · 3–1                   | Takashi Asano (JPN) · 3–2  | Lucas Creange (FRA) · 3–2 | Samuel von Einem (AUS) · 3–2 | 1. helyezett, aranyérmes |
| Zborai Gyula               | Egyéni (S-8-as kategória)  | Shuai Zhao (CHN) · 0–3              | Phisit Wangphonphathanasiri (THA) · 3–0 | kiesett                    | kiesett                   | kiesett                      | kiesett                  |
| Csonka András Zborai Gyula | Csapat (S-8-as kategória)  |                                     |                                         | Nagy-Britannia (GBR) · 0–2 | kiesett                   | kiesett                      | kiesett                  |

### Női
| Versenyző      | Versenyszám               | Csoportkör                   | Csoportkör                      | Csoportkör                 | Negyeddöntő             | Elődöntő             | Döntő             | Helyezés                 |
| Versenyző      | Versenyszám               | Ellenfél Eredmény            | Ellenfél Eredmény               | Ellenfél Eredmény          | Ellenfél Eredmény       | Ellenfél Eredmény    | Ellenfél Eredmény | Helyezés                 |
| -------------- | ------------------------- | ---------------------------- | ------------------------------- | -------------------------- | ----------------------- | -------------------- | ----------------- | ------------------------ |
| Arlóy Zsófia   | Egyéni (S-8-as kategória) | Thu Kamkasomphou (FRA) · 2–3 | Frederique van Hoof (NED) · 3–0 |                            | Aida Dahlen (NOR) · 1–3 | kiesett              | kiesett           | kiesett                  |
| Szvitacs Alexa | Egyéni (S-9-es kategória) | Danielle Rauen (BRA) · 3–1   | Xiong Guiyan (CHN) · 0–3        | Neslihan Kavas (TUR) · 3–0 |                         | Lei Lina (AUS) · 2–3 |                   | 3. helyezett, bronzérmes |

## Atlétika

### Férfi
| Versenyző       | Versenyszám                   | Döntő    | Döntő    |
| Versenyző       | Versenyszám                   | Eredmény | Helyezés |
| --------------- | ----------------------------- | -------- | -------- |
| Szőllősi István | Súlylökés (F-20-as kategória) | 13,59 m  | 5.       |

### Női
| Versenyző        | Versenyszám                | Előfutam | Előfutam | Előfutam | Döntő   | Döntő    |
| Versenyző        | Versenyszám                | Idő      | Hely.    | Össz.    | Idő     | Helyezés |
| ---------------- | -------------------------- | -------- | -------- | -------- | ------- | -------- |
| Biacsi Bernadett | 400 m (T-20-as kategória)  | 1:07,35  | 6.       | 12.      | kiesett | kiesett  |
| Biacsi Bernadett | 1500 m (T-20-as kategória) |          |          |          | 4:58,41 | 8.       |
| Biacsi Ilona     | 400 m (T-20-as kategória)  | 1:03,78  | 6.       | 10.      | kiesett | kiesett  |
| Biacsi Ilona     | 1500 m (T-20-as kategória) |          |          |          | 4:53,36 | 5.       |
| Ekler Luca       | 100 m (T-38-as kategória)  | 12,94    | 3.       | 4.       | 12,82   | 4.       |
| Ekler Luca       | 400 m (T-38-as kategória)  | 1:02,17  | 3.       | 3.       | 1:01,22 | 5.       |

| Versenyző  | Versenyszám                    | Döntő    | Döntő                    |
| Versenyző  | Versenyszám                    | Eredmény | Helyezés                 |
| ---------- | ------------------------------ | -------- | ------------------------ |
| Ekler Luca | Távolugrás (T-38-as kategória) | 5,63 m   | 1. helyezett, aranyérmes |

## Erőemelés

### Férfi
| Versenyző      | Versenyszám | Döntő    | Döntő    |
| Versenyző      | Versenyszám | Eredmény | Helyezés |
| -------------- | ----------- | -------- | -------- |
| Sedric Roussel | 88 kg       | 181 kg   | 6.       |

## Íjászat

### Férfi
| Versenyző    | Versenyszám               | Selejtező | Selejtező | Nyolcaddöntő      | Negyeddöntő                        | Elődöntő          | Döntő             | Helyezés |
| Versenyző    | Versenyszám               | Pont      | Kiemelt   | Ellenfél Eredmény | Ellenfél Eredmény                  | Ellenfél Eredmény | Ellenfél Eredmény | Helyezés |
| ------------ | ------------------------- | --------- | --------- | ----------------- | ---------------------------------- | ----------------- | ----------------- | -------- |
| Gáspár Tamás | Egyéni (W-1-es kategória) | 647       | 4.        |                   | Bahattin Hekimoğlu (TUR) · 135–138 | kiesett           | kiesett           | kiesett  |

## Kajak-kenu

### Férfi
| Versenyző      | Versenyszám               | Előfutam | Előfutam | Előfutam | Elődöntő | Elődöntő | Elődöntő | Döntő | Döntő  | Döntő    | Helyezés                 |
| Versenyző      | Versenyszám               | Idő      | Hely.    | Össz.    | Idő      | Hely.    | Össz.    | Típus | Idő    | Helyezés | Helyezés                 |
| -------------- | ------------------------- | -------- | -------- | -------- | -------- | -------- | -------- | ----- | ------ | -------- | ------------------------ |
| Juhász Tamás   | 200 m (KL-1-es kategória) | 52,820   | 3.       | 4.       | 50,465   | 1.       | 2.       | A     | 52,59  | 6.       | 6.                       |
| Juhász Tamás   | 200 m (VL-2-es kategória) | 58,699   | 3.       | 7.       | 55,818   | 2.       | 4.       | A     | 57,193 | 8.       | 8.                       |
| Kiss Erik      | 200 m (KL-3-as kategória) | 42,864   | 5.       | 8.       | 42,033   | 3.       | 6.       | A     | 44,210 | 8.       | 8.                       |
| Kiss Péter Pál | 200 m (KL-1-es kategória) | 48,058   | 1.       | 1.       | erőnyerő | erőnyerő | erőnyerő | A     | 45,447 | 1.       | 1. helyezett, aranyérmes |
| Rozbora András | 200 m (KL-2-es kategória) | 49,465   | 7.       | 11.      | 47,066   | 5.       | 10.      | B     | 49,105 | 4.       | 12.                      |

### Női
| Versenyző     | Versenyszám               | Előfutam | Előfutam | Előfutam | Elődöntő | Elődöntő | Elődöntő | Döntő   | Döntő   | Döntő    | Helyezés                 |
| Versenyző     | Versenyszám               | Idő      | Hely.    | Össz.    | Idő      | Hely.    | Össz.    | Típus   | Idő     | Helyezés | Helyezés                 |
| ------------- | ------------------------- | -------- | -------- | -------- | -------- | -------- | -------- | ------- | ------- | -------- | ------------------------ |
| Pulai Erika   | 200 m (KL-1-es kategória) | 1:08,790 | 6.       | 11.      | 1:08,043 | 5.       | 9.       | kiesett | kiesett | kiesett  | kiesett                  |
| Varga Katalin | 200 m (KL-2-es kategória) | 55,317   | 2.       | 3.       | 53,658   | 1.       | 1.       | A       | 52,622  | 3.       | 3. helyezett, bronzérmes |

## Kerekesszékes vívás

### Férfi
| Versenyző       | Versenyszám                    | Csoportkör                             | Csoportkör                        | Csoportkör                  | Csoportkör                  | Csoportkör                        | Nyolcaddöntő      | Negyeddöntő                       | Elődöntő                    | Bronz- mérkőzés   | Döntő                 | Helyezés                 |
| Versenyző       | Versenyszám                    | Ellenfél Eredmény                      | Ellenfél Eredmény                 | Ellenfél Eredmény           | Ellenfél Eredmény           | Ellenfél Eredmény                 | Ellenfél Eredmény | Ellenfél Eredmény                 | Ellenfél Eredmény           | Ellenfél Eredmény | Ellenfél Eredmény     | Helyezés                 |
| --------------- | ------------------------------ | -------------------------------------- | --------------------------------- | --------------------------- | --------------------------- | --------------------------------- | ----------------- | --------------------------------- | --------------------------- | ----------------- | --------------------- | ------------------------ |
| Tarjányi István | Párbajtőr egyéni (B kategória) | Andrei Pranevich (BLR) · 1–5           | Jovane Silva Guissone (BRA) · 2–5 | Alexandr Kurzin (ROC) · 4–5 | Daoliang Hu (CHN) · 4–5     | Oleg Naumenko (UKR) · 5–4         | kiesett           | kiesett                           | kiesett                     | kiesett           | kiesett               | kiesett                  |
| Tarjányi István | Kard egyéni (A kategória)      | Pierre Mainville (CAN) · 5–4           | Grzegorz Pluta (POL) · 3–5        | Maxime Valet (FRA) · 5–4    | Alexandr Kurzin (ROC) · 3–5 | Vanderson Luis Chaves (BRA) · 5–1 |                   | Adrian Castro (POL) · 4–15        | kiesett                     | kiesett           | kiesett               | kiesett                  |
| Osváth Richárd  | Tőr egyéni (A kategória)       | Zainulabdeen Al-Madhkhoori (IRQ) · 1–5 | Hakan Akkaya (TUR) · 1–5          | Nikita Nagaev (ROC) · 5–1   | Matteo Betti (ITA) · 3–5    |                                   |                   | Emanuele Lambertini (ITA) · 15–14 | Nikita Nagaev (ROC) · 15–18 |                   | Gang Sun (CHN) · 7–15 | 2. helyezett, ezüstérmes |
| Osváth Richárd  | Kard egyéni (A kategória)      | Vasileios Ntounis (GRE) · 5–4          | Matthieu Hebert (CAN) · 5–0       | Shintaro Kano (JPN) · 5–0   | Maxim Shaburov (ROC) · 3–5  |                                   |                   | Jianquan Tian (CHN) · 14–15       | kiesett                     | kiesett           | kiesett               | kiesett                  |

### Női
| Versenyző                                                   | Versenyszám                    | Csoportkör                                           | Csoportkör                     | Csoportkör                    | Csoportkör                      | Csoportkör                  | Csoportkör                   | Nyolcaddöntő                      | Negyeddöntő                     | Elődöntő                        | Bronz- mérkőzés               | Döntő                   | Helyezés                 |
| Versenyző                                                   | Versenyszám                    | Ellenfél Eredmény                                    | Ellenfél Eredmény              | Ellenfél Eredmény             | Ellenfél Eredmény               | Ellenfél Eredmény           | Ellenfél Eredmény            | Ellenfél Eredmény                 | Ellenfél Eredmény               | Ellenfél Eredmény               | Ellenfél Eredmény             | Ellenfél Eredmény       | Helyezés                 |
| ----------------------------------------------------------- | ------------------------------ | ---------------------------------------------------- | ------------------------------ | ----------------------------- | ------------------------------- | --------------------------- | ---------------------------- | --------------------------------- | ------------------------------- | ------------------------------- | ----------------------------- | ----------------------- | ------------------------ |
| Dani Gyöngyi                                                | Párbajtőr egyéni (B kategória) | Olena Fedota (UKR) · 1–5                             | Liudmila Vasileva (ROC) · 5–2  | Ellen Geddes (USA) · 2–5      | Shumei Tan (CHN) · 2–5          | Saysunee Jana (THA) · 0–5   | Rossana Pasquino (ITA) · 1–5 | kiesett                           | kiesett                         | kiesett                         | kiesett                       | kiesett                 | kiesett                  |
| Hajmási Éva                                                 | Kard egyéni (A kategória)      | Marta Fidrych (POL) · 5–1                            | Andreea Mogos (ITA) · 5–1      | Nataliia Morkvych (UKR) · 4–5 | Gemma Collis-Mccann (GBR) · 5–1 |                             |                              |                                   | Kinga Drozdz (POL) · 15–14      | Jing Bian (CHN) · 11–15         | Yevheniia Breus (UKR) · 10–15 |                         | kiesett                  |
| Hajmási Éva                                                 | Tőr egyéni (A kategória)       | Nino Tibilashvili (GEO) · 5–1                        | Alena Evdokimova (ROC) · 5–0   | Haiyan Gu (CHN) · 0–5         | Justine Charissa Ng (HKG) · 5–1 |                             |                              | Justine Charissa Ng (HKG) · 15–10 | Krajnyák Zsuzsanna (HUN) · 15–4 | Nataliia Morkvych (UKR) · 12–15 | Jing Rong (CHN) · 14–15       |                         | kiesett                  |
| Krajnyák Zsuzsanna                                          | Párbajtőr egyéni (A kategória) | Carminha Oliveira (BRA) · 5–2                        | Chui Yee Yu (HKG) · 3–5        | Iuliia Maya (ROC) · 2–5       | Nataliia Mandryk (UKR) · 5–4    |                             |                              | Justine Charissa Ng (HKG) · 15–12 | Jing Bian (CHN) · 4–15          | kiesett                         | kiesett                       | kiesett                 | kiesett                  |
| Krajnyák Zsuzsanna                                          | Tőr egyéni (A kategória)       | Gvantsa Zadishvili (GEO) · 5–3                       | Andreea Mogos (ITA) · 5–4      | Chui Yee Yu (HKG) · 5–2       | Nataliia Mandryk (UKR) · 5–0    | Mieko Matsumoto (JPN) · 5–3 |                              |                                   | Hajmási Éva (HUN) · 4–15        | kiesett                         | kiesett                       | kiesett                 | kiesett                  |
| Madarászné Dr. Mező Boglárka                                | Tőr egyéni (B kategória)       | Irina Mishurova (ROC) · 2–5                          | Sylvi Tauber (GER) · 5–2       | Ellen Geddes (USA) · 3–5      | Alesia Makrytskaya (BLR) · 5–3  | Anri Sakurai (JPN) · 5–3    | Jingjing Zhou (CHN) · 5–3    | Ellen Geddes (USA) · 15–6         | Jingjing Zhou (CHN) · 11–15     | kiesett                         | kiesett                       | kiesett                 | kiesett                  |
| Madarászné Dr. Mező Boglárka                                | Kard egyéni (B kategória)      | Olena Fedota (UKR) · 4–5                             | Monica Santos (BRA) · 5–1      | Chisato Abe (JPN) · 5–1       | Irina Mishurova (ROC) · 5–1     | Shumei Tan (CHN) · 2–5      |                              |                                   | Rong Xiao (CHN) · 1–15          | kiesett                         | kiesett                       | kiesett                 | kiesett                  |
| Veres Amarilla                                              | Párbajtőr egyéni (A kategória) | Kinga Drozdz (POL) · 5–3                             | Alena Evdokimova (ROC) · 5–4   | Jing Rong (CHN) · 3–5         | Gemma Collis-Mccann (GBR) · 5–3 | Mieko Matsumoto (JPN) · 5–2 |                              | Shelby Jensen (USA) · 15–5        | Alena Evdokimova (ROC) · 15–13  | Jing Bian (CHN) · 15–13         |                               | Jing Rong (CHN) · 15–12 | 1. helyezett, aranyérmes |
| Veres Amarilla                                              | Kard egyéni (A kategória)      | Yevheniia Breus (UKR) · 4–5                          | Loredana Trigilia (ITA) · 5–1  | Jing Bian (CHN) · 1–5         | Shelby Jenseng (USA) · 5–2      |                             |                              | Marta Fidrych (POL) · 10–15       | kiesett                         | kiesett                         | kiesett                       | kiesett                 | kiesett                  |
| Dani Gyöngyi Krajnyák Zsuzsanna Veres Amarilla              | Párbajtőr csapat               | Ukrajna (UKR) · 38–45                                | Egyesült Államok (USA) · 45–13 | Kína (CHN) · 37–45            |                                 |                             |                              | kiesett                           | kiesett                         | kiesett                         | kiesett                       | kiesett                 | kiesett                  |
| Krajnyák Zsuzsanna Hajmási Éva Madarászné Dr. Mező Boglárka | Tőr csapat                     | Az Orosz Olimpiai Bizottság versenyzői (ROC) · 45–41 | Kína (CHN) · 35–45             | Grúzia (GEO) · 45–30          |                                 |                             |                              |                                   |                                 | Olaszország (ITA) · 27–45       | Hongkong (HKG) · 45–44        |                         | 3. helyezett, bronzérmes |

## Kerékpár

### Férfi
| Versenyző                    | Versenyszám                        | Döntő      | Döntő    |
| Versenyző                    | Versenyszám                        | Idő        | Helyezés |
| ---------------------------- | ---------------------------------- | ---------- | -------- |
| Ocelka Róbert (Nagy Gergely) | Egyéni időfutam (B kategória)      | 1:00:54,97 | 8.       |
| Wermeser Zsombor             | Egyéni időfutam (C-5-ös kategória) | 46:23,06   | 7.       |

## Sportlövészet

### Férfi
| Versenyző       | Versenyszám                         | Selejtező | Selejtező | Döntő   | Döntő    |
| Versenyző       | Versenyszám                         | Pont      | Helyezés  | Pont    | Helyezés |
| --------------- | ----------------------------------- | --------- | --------- | ------- | -------- |
| Gurisatti Gyula | 10 m légpisztoly (P-1-es kategória) | 542       | 24.       | kiesett | kiesett  |

### Női
| Versenyző       | Versenyszám                         | Selejtező | Selejtező | Döntő | Döntő                    |
| Versenyző       | Versenyszám                         | Pont      | Helyezés  | Pont  | Helyezés                 |
| --------------- | ----------------------------------- | --------- | --------- | ----- | ------------------------ |
| Dávid Krisztina | 10 m légpisztoly (P-2-es kategória) | 570       | 2.        | 210,5 | 3. helyezett, bronzérmes |

### Vegyes
| Versenyző       | Versenyszám                      | Selejtező | Selejtező | Döntő   | Döntő    |
| Versenyző       | Versenyszám                      | Pont      | Helyezés  | Pont    | Helyezés |
| --------------- | -------------------------------- | --------- | --------- | ------- | -------- |
| Dávid Krisztina | 25 m pisztoly (P-3-es kategória) | 555       | 15.       | kiesett | kiesett  |
| Gurisatti Gyula | 25 m pisztoly (P-3-es kategória) | 539       | 27.       | kiesett | kiesett  |
| Dávid Krisztina | 50 m pisztoly (P-4-es kategória) | 525       | 12.       | kiesett | kiesett  |
| Gurisatti Gyula | 50 m pisztoly (P-4-es kategória) | 511       | 24.       | kiesett | kiesett  |

## Triatlon

### Női
| Versenyző   | Versenyszám                 | Úszás | Depózás 1 | Kerékpározás | Kerékpározás | Kerékpározás | Kerékpározás | Depózás 2 | Futás | Futás | Futás | Futás | Összesítés | Összesítés |
| Versenyző   | Versenyszám                 | Idő   | Idő       | Idő          | Idő          | Idő          | Idő          | Idő       | Idő   | Idő   | Idő   | Idő   | Idő        | Helyezés   |
| ----------- | --------------------------- | ----- | --------- | ------------ | ------------ | ------------ | ------------ | --------- | ----- | ----- | ----- | ----- | ---------- | ---------- |
| Lévay Petra | Egyéni (PTS-5-ös kategória) | 15:50 | 1:17      | 9:23         | 9:15         | 9:23         | 9:41         | 1:02      | 5:35  | 6:20  | 6:14  | 6:43  | 1:20,43    | 9.         |

## Úszás

### Férfi
| Versenyző  | Versenyszám                      | Előfutam | Előfutam | Előfutam | Döntő   | Döntő    |
| Versenyző  | Versenyszám                      | Idő      | Hely.    | Össz.    | Idő     | Helyezés |
| ---------- | -------------------------------- | -------- | -------- | -------- | ------- | -------- |
| Iván Bence | 100 m mell (SB-6-os kategória)   | 1:28,54  | 7.       | 13.      | kiesett | kiesett  |
| Iván Bence | 200 m vegyes (SM-6-os kategória) | 2:52,46  | 3.       | 9.       | kiesett | kiesett  |

### Női
| Versenyző                                        | Versenyszám                        | Előfutam | Előfutam | Előfutam | Döntő   | Döntő                    |
| Versenyző                                        | Versenyszám                        | Idő      | Hely.    | Össz.    | Idő     | Helyezés                 |
| ------------------------------------------------ | ---------------------------------- | -------- | -------- | -------- | ------- | ------------------------ |
| Adámi Zsanett                                    | 50 m hát (S-2-es kategória)        | 1:27,13  | 5.       | 7.       | 1:27,48 | 7.                       |
| Adámi Zsanett                                    | 100 m hát (S-2-es kategória)       | 3:09,16  | 4.       | 7.       | 3:11,88 | 7.                       |
| Illés Fanni                                      | 400 m gyors (S-6-os kategória)     | 5:59,05  | 6.       | 11.      | kiesett | kiesett                  |
| Illés Fanni                                      | 100 m hát (S-6-os kategória)       | 1:36,58  | 7.       | 13.      | kiesett | kiesett                  |
| Illés Fanni                                      | 100 m mell (SB-4-es kategória)     | 1:44,68  | 1.       | 1.       | 1:44,41 | 1. helyezett, aranyérmes |
| Illés Fanni                                      | 100 m vegyes (SM-6-os kategória)   | 3:28,26  | 6.       | 12.      | kiesett | kiesett                  |
| Konkoly Zsófia                                   | 100 m gyors (S-9-es kategória)     | 1:04,86  | 3.       | 9.       | kiesett | kiesett                  |
| Konkoly Zsófia                                   | 400 m gyors (S-9-es kategória)     | 4:44,74  | 1.       | 1.       | 4:36,76 | 2. helyezett, ezüstérmes |
| Konkoly Zsófia                                   | 100 m hát (S-9-es kategória)       |          |          |          | 1:14,38 | 6.                       |
| Konkoly Zsófia                                   | 100 m pillangó (S-9-es kategória)  | 1:07,05  | 1.       | 1.       | 1:06,55 | 1. helyezett, aranyérmes |
| Konkoly Zsófia                                   | 200 m vegyes (S-9-es kategória)    | 2:35,16  | 1.       | 2.       | 2:33,00 | 2. helyezett, ezüstérmes |
| Pap Bianka                                       | 100 m gyors (S-10-es kategória)    | 1:01,46  | 1.       | 2.       | 1:00,80 | 4.                       |
| Pap Bianka                                       | 400 m gyors (S-10-es kategória)    |          |          |          | 4:29,83 | 2. helyezett, ezüstérmes |
| Pap Bianka                                       | 100 m hát (S-10-es kategória)      |          |          |          | 1:06,70 | 1. helyezett, aranyérmes |
| Pap Bianka                                       | 100 m mell (SB-9-es kategória)     | 1:23,45  | 4.       | 7.       | 1:22,00 | 7.                       |
| Pap Bianka                                       | 100 m vegyes (SM-10-es kategória)  | 2:33,10  | 2.       | 4.       | 2:26,12 | 2. helyezett, ezüstérmes |
| Payer Kata                                       | 400 m gyors (S-9-es kategória)     | 5:23,14  | 7.       | 14.      | kiesett | kiesett                  |
| Payer Kata                                       | 200 m vegyes (S-9-es kategória)    | 2:57,29  | 6.       | 16.      | kiesett | kiesett                  |
| Száraz Evelin                                    | 400 m gyors (S-6-os kategória)     | 5:58,09  | 5.       | 10.      | kiesett | kiesett                  |
| Száraz Evelin                                    | 100 m hát (S-6-os kategória)       | 1:41,30  | 7.       | 14.      | kiesett | kiesett                  |
| Száraz Evelin                                    | 100 m mell (SB-6-os kategória)     | 1:42,02  | 4.       | 6.       | 1:41,19 | 6.                       |
| Száraz Evelin                                    | 100 m vegyes (SM-6-os kategória)   | 3:17,82  | 6.       | 10.      | kiesett | kiesett                  |
| Konkoly Zsófia Illés Fanni Payer Kata Pap Bianka | 34 pontos női 4 × 100 m gyorsváltó |          |          |          | 4:38,66 | 5.                       |